# Leonard Nimoy
Leonard Simon Nimoy (n. 26 martie 1931, West End⁠(d), Massachusetts, SUA – d. 27 februarie 2015, Bel Air⁠(d), California, SUA) a fost un actor, regizor, poet, muzician și fotograf american. Este cunoscut pentru rolul Spock din Star Trek: Seria Originală, un serial de televiziune ce a fost difuzat timp de trei sezoane, între 1966 și 1969.

## Anii copilăriei și tinereții
Nimoy s-a născut în Boston (Massachusetts) într-o familie de imigranți evrei din Rusia. Mama sa, Dora Spinner, era casnică iar tatăl său, Max Nimoy, avea o frizerie. Nimoy a început să joace de la vârsta de 8 ani, dar primul său rol important a fost Ralphie în piesa lui Clifford Odets "Awake and Sing!" la 17 ani. A studiat arta fotografică la UCLA, fară a absolvi; totuși are un masterat în educație și un doctorat onorific de la Colegiul Antioch din Ohio. Începuturile carierei sunt reprezentate de mici roluri în filme de categoria B, emisiuni TV cum ar fi "Dragnet" și seriale precum "Zombies of the Stratosphere" (1952). În 1961 a avut  un rol secundar în Zona crepusculară(The Twilight Zone), episodul "A Quality of Mercy".
Nimoy a fost înrolat în Rezerva Armatei S.U.A., fiind lăsat la vatră în 1955 cu gradul de sergent. Dosarul său militar a fost distrus în incendiul din 1973 de la Arhivele Naționale ale S.U.A. (National Archives and Records Administration).

## Carieră

### Scena și marele ecran
Rolul cel mai cunoscut al lui Nimoy a fost ofițerul jumătate vulcanian jumătate uman Spock din Star Trek: Seria Originală, care a fost difuzat între 1966 și 1969. Pentru interpretarea acestui rol a primit 3 nominalizări  Emmy .
Nimoy și William Shatner (care va juca rolul comandantului lui Spock, căpitanul James T. Kirk) se găsesc de cealaltă parte a Cortinei de Fier în episodul „The Project Strigas Affair” din serialul „Omul de la U.N.C.L.E.” („The Man from U.N.C.L.E.”) (1964). Cu aspectul său saturnin, Nimoy a jucat în mod previzibil rolul negativ, iar Shatner rolul unui recrut U.N.C.L.E. nehotărât. Nimoy a reluat rolul lui Spock în „Star Trek: Seria animată”, în două episoade din „Star Trek: Generația următoare” și în șase filme de lung metraj „Star Trek”, alături de distribuția originală.

### Regizor
- Star Trek III: În căutarea lui Spock (1984)
- Star Trek IV: Călătoria acasă (1986)
- Three Men and a Baby (1987)
- The Good Mother (1988)
- Funny About Love (1990)
- Holy Matrimony (1994)

### Actor
- 1978 Invazia jefuitorilor de trupuri
- 1979 Vestul sălbatic (The Wild West), regia Laurence Joachim

### Voce
- In Search of... (1976-1982) - Naratorul
- The Transformers: The Movie (1986) - Galvatron
- Lights: The Miracle of Chanukah (1993)
- The Halloween Tree (1993)
- The Pagemaster (1994) - Dr. Jekyll / Mr. Hyde
- Seaman (joc video) (2000): Naratorul
- Atlantis: The Lost Empire (2001)-  Regele Kashekim Nedakh
- Civilization IV (2005)
- What's going on up there? (2006)

### Scenarist
- I Am Not Spock (1977)
- Vincentdupă piesa Van Gogh de Phillip Stephens (1978)
- Star Trek: Filmul(Star Trek: The Motion Picture) (1979) (Contribuții necreditate)
- Star Trek III: În căutarea lui Spock(Star Trek III: The Search for Spock) (1984) (Contribuții necreditate)
- Star Trek IV: Călătoria acasă (Star Trek IV: The Voyage Home) (1986)
- Star Trek VI: Țara nedescoperită (Star Trek VI: The Undiscovered Country) (1991)
- Eu sunt Spock (I Am Spock) (1995)
- Shekhina (2002)

## Discografie
- Leonard Nimoy Presents Mr. Spock's Music From Outer Space (Dot Records), (1967).
- The Two Sides of Leonard Nimoy (Dot Records), (1968).
- The Way I Feel (Dot Records), (1968).
- The Touch of Leonard Nimoy (Dot Records), (1969).
- The New World of Leonard Nimoy (Dot Records), (1970).

## Legături externe
- Leonard Nimoy la Internet Movie Database